# Korora
Korora （原名为”Kororaa“）是Fedora的衍生版。原来的Kororaa是采用二进制安装方法的Gentoo Linux，以脚本的方式替换手动配置，简化安装流程。”Korara“名称来自于毛利语，意味着小企鹅。 
Kororaa Xgl LiveCD是一種附有展示Xgl繪圖成像技術的Linux LiveCD。

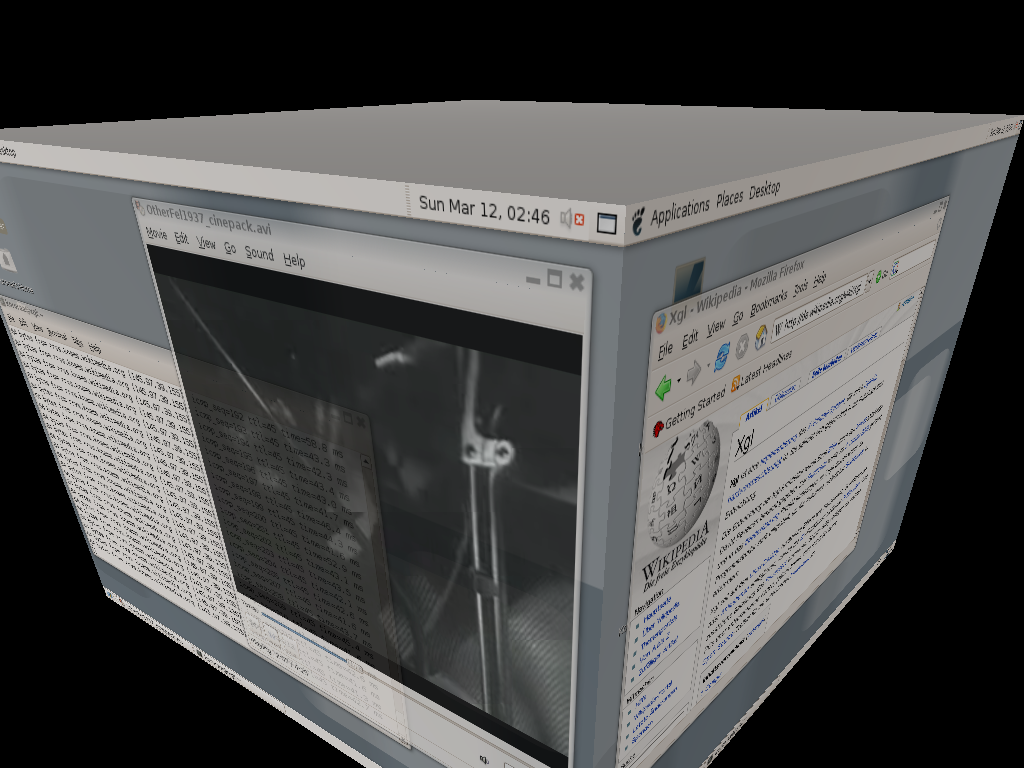
Kororaa Xgl LiveCD 3D桌面畫面

## 外部連結
- Kororaa官方網站 （页面存档备份，存于）
- Kororaa Xgl LiveCD官方下載頁面 （页面存档备份，存于）